# Thomas King
Thomas King   (Roseville, 24 d'abril de 1943) és un escriptor estatunidenc i canadenc d'ascendents cherokee, grec i alemany. Es graduà a la Universitat de Utah i fou professor d'Estudis Americans a la de Minnessotta. Autor d’All my relations (1992), Medicine river (1990), A Coyote Columbus story (1992), Green grass, running water (1993), One good story, that one (1993), Coyote sings to the moon (1998) i Truth and bright water (1999).

## Biografia
Thomas Hunt King va néixer a Roseville, Califòrnia, el 24 d'abril de 1943. S'autoidentifica com a Ascendència Cherokee, Grec i alemany. King diu que el seu pare va deixar la família quan els nois eren molt petits i que els va criar gairebé íntegrament la seva mare. A la seva sèrie de Massey Lectures, que finalment es va publicar com a llibre The Truth About Stories (2003), King diu que després de la mort del seu pare mort, ell i el seu germà van saber que el seu pare tenia dues famílies més, cap de les quals no sabia de la tercera.
Quan era nen, King va assistir a una escola de gramàtica a Roseville, Califòrnia, ia escoles secundàries catòliques privades i públiques. Després d'abandonar la Universitat Estatal de Sacramento, es va unir a la Armada dels Estats Units durant un breu període abans de rebre una alta mèdica per una lesió al genoll. Després d'això, King va treballar diverses feines, inclosa com a conductor d'ambulàncies, caixer bancari i fotoperiodista a Nova Zelanda durant tres anys.
King finalment va completar el grau i el màster a la Chico State University a Califòrnia. Es va traslladar a Utah, on va treballar com a conseller d'estudiants indis americans abans de completar un programa de doctorat en anglès a la Universitat d'Utah. La seva tesi de màster de 1971 va ser sobre estudis de cinema. La seva tesi doctoral de 1986va estar en estudis nadius americans, una de les primeres obres per explorar la tradició de la narració oral com a literatura. En aquesta època, King es va interessar per l'oral dels indis americans. tradicions i narració.